# Пожежа в готелі «Daeyeonggak»
25 грудня 1971 року в Сеулі, Південна Корея сталася велика пожежа в готелі Daeyeonggak. Загинуло 164 особи. Ця подія стала однією з найсмертоносніших пожеж в історії Південної Кореї та найсмертоноснішою пожежею в готелі у світі на той час.

## Передумови
Готель Daeyeonggak (також відомий як Taeyongak) був розкішним 22-поверховим готелем, розташованим у центральному районі Сеула. Він був однією з найвищих будівель міста на момент завершення будівництва у 1969 році. Готель мав 222 номери і користувався популярністю як серед місцевих жителів, так і серед іноземців.

## Пожежа
Пожежа спалахнула близько 9:50 ранку 25 грудня 1971 року. За попередніми даними, причиною став вибух газу на другому поверсі будівлі, де розташовувалася кав'ярня. Вогонь швидко поширився вертикально через шахти ліфтів та сходові клітки, які не були належним чином захищені від поширення вогню та диму. Конструкція будівлі, зокрема відсутність зовнішніх пожежних драбин та негорючих матеріалів у внутрішньому оздобленні, сприяла швидкому розповсюдженню полум'я та диму, перетворюючи сходові клітки на димоходи.
Пожежа тривала близько десяти годин. Через значну висоту будівлі, пожежні драбини того часу могли дістати лише до 8-го поверху, залишаючи людей на верхніх поверхах у пастці. Спроби порятунку за допомогою гелікоптерів були складними та обмеженими.

## Спроби порятунку та жертви
Сотні людей опинилися заблокованими на поверхах, охоплених вогнем та їдким димом. У ситуації крайнього відчаю, не маючи іншого шляху до порятунку, багато хто з постояльців вирішував стрибати з вікон висотних поверхів.
Серед трагічних епізодів пожежі був випадок з чоловіком, який, намагаючись врятуватися, вистрибнув з вікна свого номера, тримаючи в руках матрац. Імовірно, він сподівався, що матрац зможе пом'якшити удар при падінні. Однак, падіння з такої висоти виявилося смертельним, і чоловік загинув. Загалом, за оцінками, щонайменше 38 людей загинули саме через падіння з висоти.
Загальна кількість загиблих внаслідок пожежі в готелі Daeyeonggak склала 164 людини. Ще 63 людини отримали поранення різного ступеня тяжкості. Ця пожежа виявила серйозні недоліки в стандартах пожежної безпеки та готовності служб порятунку до гасіння пожеж у висотних будівлях.

## Наслідки
Пожежа в готелі Daeyeonggak мала значний вплив на законодавство Південної Кореї у сфері пожежної безпеки та будівельних норм. Трагедія стимулювала перегляд і посилення вимог до безпеки висотних будівель, систем пожежогасіння та планів евакуації. Також були модернізовані пожежні служби, зокрема їхнє оснащення для реагування на надзвичайні ситуації у висотках.